# Lucille Benson
Pour les articles homonymes, voir Benson.
Lucille Morris Benson, née le 17 juillet 1914 à Scottsboro (Alabama), ville où elle est morte le 17 février 1984, est une actrice américaine.

## Biographie
Lucille Benson entame sa carrière d'actrice au théâtre et joue notamment à Broadway (New York) entre 1945 et 1967, dans trois pièces et deux comédies musicales. Citons Good Night Ladies de Cyrus Wood (sa première pièce, 1945, avec James Ellison et Kathryn Givney), suivie par la comédie musicale The Day Before Spring sur une musique de Frederick Loewe (1945-1946, avec John Archer et Tom Helmore), ou encore L'Hôtel du libre échange de Georges Feydeau et Maurice Desvallières (1957, avec John Emery et Angela Lansbury).
Au cinéma, elle contribue à quinze films américains, depuis L'Homme à la peau de serpent de Sidney Lumet (1960, avec Anna Magnani et Marlon Brando) jusqu'à Halloween 2 de Rick Rosenthal (1981, avec Jamie Lee Curtis et Donald Pleasence). Entretemps, mentionnons Tom Sawyer de Don Taylor (1973, avec Johnny Whitaker dans le rôle-titre et Celeste Holm) et Transamerica Express d'Arthur Hiller (1976, avec Gene Wilder et Jill Clayburgh).
À la télévision américaine, elle apparaît dans quarante-et-une séries dès 1952, dont Mannix (deux épisodes, 1972-1973), La Conquête de l'Ouest (deux épisodes, 1978-1979) et La croisière s'amuse (un épisode, 1981). Sa dernière série (et ultime prestation à l'écran) est Alice (trois épisodes, 1982-1983).
S'ajoutent vingt-cinq téléfilms, le premier diffusé en 1971, le dernier en 1983. Parmi eux figure Duel de Steven Spielberg (1971, avec Dennis Weaver), réalisateur qu'elle retrouve dans le film 1941 (1979, avec Dan Aykroyd et Ned Beatty).
Lucille Benson meurt début 1984, à 69 ans.

## Filmographie partielle

### Cinéma
- 1960 : L'Homme à la peau de serpent (The Fugitive Kind) de Sidney Lumet : Beulah Binnings
- 1970 : WUSA de Stuart Rosenberg : la deuxième mère de famille
- 1970 : L'Ultime Randonnée (Little Fauss and Big Haisy) de Sidney J. Furie : la mère Fauss
- 1972 : Abattoir 5 (Slaughterhouse – Five) de George Roy Hill : la mère de Billy
- 1972 : Private Parts (en) de Paul Bartel : la tante Martha Atwood
- 1973 : Tom Sawyer de Don Taylor : Martha Douglas
- 1974 : Mame de Gene Saks : la mère Burnside
- 1974 : Huckleberry Finn de J. Lee Thompson : Martha Douglas
- 1976 : Transamerica Express (Silver Streak) d'Arthur Hiller : Rita Babtree
- 1977 : Le Plus Grand (The Greatest) de Tom Gries et Monte Hellman : Mme Fairlie
- 1979 : 1941 de Steven Spielberg : Eloise, à la station-service
- 1981 : Amy de Vincent McEveety : Rose Metcalf
- 1981 : Halloween 2 (Halloween II) de Rick Rosenthal : Norma Elrod

### Télévision

#### Séries
- 1964 : East Side/West Side, saison unique, épisode 19 The Street : la première femme au vestiaire
- 1971 : Cannon, saison 1, épisode 3 Le Rodéo de la mort (The Salinas Jackpot) de George McCowan : la propriétaire
- 1971 : Sam Cade, saison unique, épisode 2 La Conspiration du silence (Company Town) de Robert Day : Maybelle
- 1972 : Bonanza, saison 13, épisode 21 L'Amnésie de Ben Cartwright (Search in Limbo) de Leo Penn : Mme Melody
- 1972-1974 : Mannix
  - Saison 5, épisode 18 Cible vivante (Moving Target, 1972) de Richard Benedict : Ida
  - Saison 7, épisode 19 Mort d'une inconnue (The Girl from Nowhere, 1974) de Paul Krasny : Myra
- 1974 : La Barbe à papa (Paper Moon), saison unique, épisode 5 Birthday de Jack Shea
- 1974-1976 : Petrocelli
  - Saison 1, épisode 18 The Outsiders (1974 : Angie Crawford) d'Irving J. Moore et épisode 10 A Very Lonely Lady (1974 : Lucille Field) de Vincent McEveety
  - Saison 2, épisode 10 Face of Evil (1975 : Madge Briar) d'Irving J. Moore et épisode 19 Deadly Journey (1976 : Lucille Davis) de Paul Lynch
- 1976 : Switch, saison 1, épisode 16 Ain't Nobody Here Named Barney : Edna
- 1976 : Sergent Anderson (Police Woman), saison 2, épisode 21 À double face (Double Image) de Barry Shear : la tante Benjamin
- 1976 : La Famille des collines (The Waltons), saison 4, épisode 23 The Fledgling : Tilly Shanks
- 1977 : Insight, saison 6, épisode 1 Leroy : Irma
- 1978 : Wonder Woman, saison 2, épisode 22 Détournement de missile (The Murderous Missile) : Flo
- 1978 : Huit, ça suffit ! (Eight Is Enough), saison 3, épisode 12 La Fête, 1re partie (You Won't Have Nicholas to Kich Around Anymore, Part I)
- 1978-1982 : Le Monde merveilleux de Disney (The Wonderful World of Disney ou Disneyland)
  - Saison 24, épisode 17 The Young Runaways (1978) de Russ Mayberry : la grand-mère Hopkins
  - Saison 28, épisode 22 The Adventures of Pollyanna (1982) de Robert Day : Mme Levelor
- 1979 : La Conquête de l'Ouest (How the West Was Won)
  - Saison 1, épisode 4 Orville Gant (1978) de Bernard et Vincent McEveety : Mlle Walker
  - Saison 2, épisode 9 Luke (1979) de Vincent McEveety : Mlle Agnes
- 1980 : La Petite Maison dans la prairie (Little House in the Prairie), saison 6, épisode 22 Le Bel Âge (Sweet Sixteen) de Michael Landon : Mlle Trimble
- 1980 : Shérif, fais-moi peur (The Dukes of Hazzard), saison 3, épisode 9 Le Mariage de Rosco (Mrs. Roscoe P. Coltrane) : Mama Coltrane
- 1981 : L'Homme à l'orchidée (Nero Wolfe), saison unique, épisode 4 Wolfe sort de chez lui (Wolfe at the Door): la propriétaire
- 1981 : La croisière s'amuse (The Love Boat), saison 5, épisode 12 Qui veut faire du sport ? (Take a Letter, Vicki/The Floating Bridge Game/The Joy of Celibacy) de Richard Kinon : Doris
- 1982 : Simon et Simon (Simon & Simon), saison 1, épisode 13 Les Bons Vieux Tanks (Tanks for the Memories) de Paul Krasny : Dorothy Bartlett
- 1982 : Frank, chasseur de fauves (Bring 'Em Back Alive), saison unique, épisode 3 Une naissance chaque minute (There's One Born Every Minute) de Paul Krasny : Mme Dooley
- 1982 : The Quest, saison unique, épisode 2 Héritier déchu (Last One There Is a Rotten Heir)
- 1982-1983 : Alice
  - Saison 7, épisode 1 Sorry, Wrong Lips! (1982) de Mel Ferber et épisode 9 Alice Sees the Light (1983) de Marc Daniels : Grace
  - Saison 8, épisode 9 The Robot Wore Pink (1983) de Marc Daniels : Lucille

#### Téléfilms

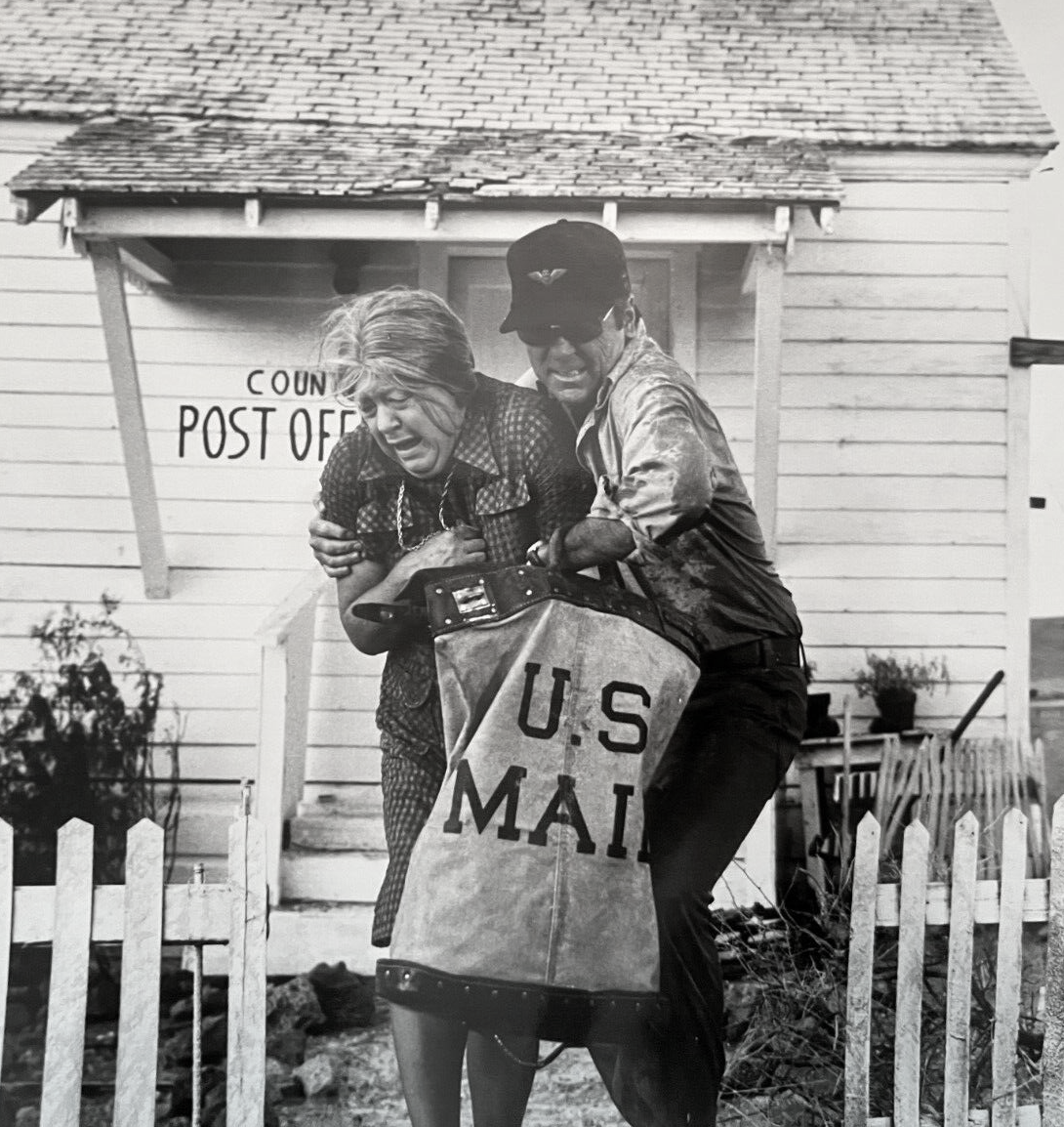
Avec Jackie Cooper, dans le téléfilm The Day the Earth Moved (1974)

- 1971 : Escape de John Llewellyn Moxey : Trudy
- 1971 : Duel de Steven Spielberg : la femme du Snakerama (+ version cinéma 1972)
- 1972 : Women in Chains de Bernard L. Kowalski : Billie
- 1972 : Heat of Anger de Don Taylor : Lillian McWhorter
- 1973 : La Fille du diable (The Devil's Daughter) de Jeannot Szwarc : Janet Poole
- 1973 : The Blue Knight (en) de Robert Butler : Elmira Gooch
- 1973 : Message to My Daughter de Robert Michael Lewis : une passagère du train
- 1974 : The Day the Earth Moved de Robert Michael Lewis : Virginia Porter
- 1974 : Reflections of Murder de John Badham : Mme Turner
- 1974 : Betrayal de Gordon Hessler : Eunice Russell
- 1975 : The Runaway Barge de Boris Sagal : Madge Henshaw
- 1975 : Harry and Maggie de Jack Sandrich : Thelma
- 1976 : Collision Course: Truman vs. MacArthur d'Anthony Page : Bess Truman
- 1976 : The Killer Who Wouldn't Die de William Hale : Flo
- 1976 : Wanted: The Sundance Woman de Lee Philips : Elsie Powell
- 1977 : The Strange Possession of Mrs. Oliver de Gordon Hessler : la propriétaire
- 1977 : Laissez-moi mon enfant (Black Market Baby) de Robert Day : Mme Krieg
- 1977 : Bunco d'Alexander Singer : Mme Galvin
- 1978 : Lassie: A New Beginning de Don Chaffey : Juno
- 1979 : Charleston de Karen Arthur : Mlle Fay
- 1979 : Murder in Music City de Leo Penn : Mme Bloom
- 1979 : Ebony, Ivory and Jade de John Llewellyn Moxey : Mme Stone
- 1979 : Deux cow-boys dans la ville (The Concrete Cowboys) de Burt Kennedy : 'Madame' Peg
- 1983 : When Your Lover Leaves de Jeff Bleckner : Greta

## Théâtre à Broadway (intégrale)
- 1945 : Good Night Ladies, pièce de Cyrus Wood (d'après Ladies' Night d'Avery Hopwood et Charlton Andrews) : Anna
- 1945-1946 : The Day Before Spring, comédie musicale, musique de Frederick Loewe, lyrics et livret dAlan Jay Lerner : May Tomkins
- 1950 : Ladies Night in a Turkish Bath, pièce produite par George W. Brandt
- 1957 : L'Hôtel du libre échange (Hotel Paradiso), pièce de Georges Feydeau et Maurice Desvallières, adaptation et mise en scène de Peter Glenville : la « grande dame »
- 1966-1967 : Walking Happy, comédie musicale, musique de James Van Heusen, lyrics de Sammy Cahn, livret de Roger O. Hirson et Ketti Frings (en) : Mme Figgings